# PR-TF 2
El sendero PR-TF 2 es un sendero de Pequeño Recorrido que une el caserío de Taborno, en Santa Cruz de Tenerife, con el barrio de Valleseco, también en el municipio de Santa Cruz de Tenerife. Todo el recorrido se encuentra dentro del Macizo de Anaga, y del parque rural de Anaga.
Durante el mismo, se atraviesan varios ecosistemas de este espacio protegido, como el fayal brezal de cumbre o la vegetación de los ambientes húmedos, en el barranco. También se atraviesan caseríos de interés cultural por ser algunos de los pocos ejemplos que quedan de la agricultura de montaña en Anaga en lugares aislados, sin acceso desde pistas o carreteras cercanas. 
La longitud total del recorrido es de 10.600 metros.

## Recorrido
El recorrido empieza en la plaza de Taborno. Tras pasar un primer tramo asfaltado, continúa como camino por detrás de la parada de guaguas de Taborno (línea 275 de TITSA). Desde aquí sube, a veces con fuertes pendientes y otras veces casi llaneando, hasta la carretera TF 12, a la altura de Casa Carlos. La subida acumulada hasta este punto es de unos 300 metros de desnivel (desde los 620 iniciales a 940). Continúa unos 200 metros por la carretera, en dirección a la Cruz del Carmen. Este tramo, afortunadamente corto, es especialmente peligroso por lo estrecho de la carretera y la poca visibilidad de las curvas, sobre todo cuando hay niebla.
Sigue como camino en el margen opuesto al del cruce por el que baja la carretera de Las Carboneras y Taborno. Nuevamente hay un tramo de fuerte pendiente, con escalones tallados en la roca. Aquí se pasa por la máxima altura a la que llega el recorrido, la Cruz de Taborno, de 1008 metros de altitud y punto más alto del Macizo de Anaga. Llaneando y descendiendo ligeramente, el camino llega a la carretera TF-114. Nuevamente hay que seguir un tramo corto de carretera, aproximadamente medio kilómetro, hasta el Pico del Inglés. Aquí empieza la fuerte bajada hacia Valleseco, de unos 900 metros de desnivel. Después de un primer descenso a tramos muy fuertes, por el Pico del Viento y Cuatro Caminos, finalmente cogemos hacia la cabecera de Valle Luis, en las Casas de los Berros, unas casas con cuevas habitadas hasta hace relativamente pocos años. Aquí, el camino se separa del cauce de Valle Luis, y entra en el Barranco de Valleseco, también por su cabecera. En él está La Fortaleza, un caserío donde todavía se plantan cultivos, sobre todo de papas, a pesar de no estar comunicado por carretera ni por pista.
Desde La Fortaleza, la bajada continúa de manera uniforme hasta el barrio de Valleseco. En el barranco se pueden observar bancales de cultivo regados por agua recogida directamente del cauce mediante pequeñas presas construidas por los propietarios de las parcelas. Cerca del final, un canal cruza el barranco por un puente. Es el Canal Viejo de Catalanes, que lleva el agua de una galería situada en dicho lugar hasta Santa Cruz de Tenerife. El punto final del sendero se encuentra algo más abajo de la cabecera de la línea 917 de Titsa, en el fondo del barranco, cerca de dónde termina la carretera asfaltada.